# Hassan Esfandiari

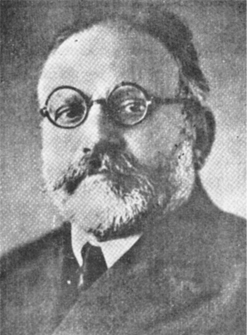
Hassan Edfandiari

Mirza Hassan Chan Esfandiari (auch Hossein Esfandiary, persisch حسن اسفندیاری Hassan Esfandiari; * 1867 in Teheran; † 23. Februar 1944 ebenda) war ein persischer Politiker.

## Leben
Hossein Esfandiary erbte von seinem Vater Mohammad Esfandiary den Titel Sadegh el Molk (Sadiqolmolk), seine Vorfahren wurden seit Fath Ali Schah von den Regierungen beschäftigt. Hossein Esfandiary heiratete Dolleh, eine Enkelin des Mirza Aqa Khan-e Nuri. Sein ältester Sohn, Mirza Mehdi Khan Nasirossaltaneh, war während der vierten Legislaturperiode Mitglied des Madschlis von Kabul und Gouverneur der Provinz Kerman. Sein Sohn Fathollah Khan Noury Esfandiary war ab 5. Oktober 1926 Geschäftsträger in Washington, D.C., 1933 Leiter der Paßabteilung im Außenministerium, und löste Mirsa Ali Gholi Ansari als Geschäftsträger in London ab.
Hossein Esfandiary wurde von Mirza Lotfali Khan Sadrolafazel und Seyyed Ahmad Adib Pishavari beschult. Auf der Dar al-Fonun studierte er Arabische Sprache sowie Persische Literatur und besuchte einige Vorlesungen Islamwissenschaft und Hadith.
1886 trat er in den auswärtigen Dienst ein.
Von 1886 bis 1889 war er Stellvertreter von Mirza Malkam Khan, Gesandter von Nāser ad-Din Schah bei Wilhelm II. und lernte die deutsche Sprache.
Anschließend machte er einen Haddsch nach Mekka und besuchte auf der Rückkehr die heiligen Stätten im Irak.
Nach seiner Rückkehr nach Teheran leitete er im Außenministerium die Abteilung Nichtnachbarstaaten. 1893 wurde ihm der Titel Mohtashamossaltaneh verliehen. Von 1894 bis 1897 hatte er Exequatur als Generalkonsul in Bombay in Britisch-Indien.
Ab 1898 war er stellvertretender Außenminister. Unter Mozaffar ad-Din Schah war er Hofdolmetsch und begleitete ihn auf dessen dritter Europareise als Vertreter des Außenministeriums.
Im Dezember 1906 unterzeichnete Mozaffar das Qanun-e Asasi (Grundgesetz). Hossein Esfandiary wurde aufgefordert, die Wahlordnung mit Sanioddowleh, Mehdi Qoli Khan Hedayat und Hassan Pirnia vorzubereiten.
Nach der Einweihung des Madschles wurde er zum stellvertretenden Ministerpräsidenten ernannt. Im Kabinett von Ali Asghar Khan Atabak war er der Leiter des Innenministeriums.  Anschließend leitete er eine Delegation nach Urmia zur Beilegung eines Grenzkonfliktes mit dem Osmanischen Reich. Mohammed Ali Schah ernannte ihn zum Gouverneur von Urmia.
Von 1908 bis 1926 bekleidete er acht Ministerämter verschiedener Ressorts.
Er gehörte zu den Gegnern des anglo-iranischen Vertrages von 1919, der von Hassan Vosough geschlossen wurde, und verlegte mit Sadeq Mostashar al-Dowleh, Esmail Momtazoddowleh, Morteza Momtazolmolk und Hajj Mointojjar Bushehri den Wohnsitz aus Protest nach Kaschan. Sie kehrten am 25. Juni 1920 nach der Absetzung von Hassan Vosough nach Teheran zurück.
Während der Regierung von Seyyed Zia al Din Tabatabai vom 25. Februar 1921 bis zum 23. Mai 1921 war er mit sechzig weiteren Personen in Haft.
Hossein Esfandiary war Mitglied der dritten, achten, neunten, zehnten, elften, zwölften und dreizehnten Madschles.
Von der zehnten bis zur dreizehnten Legislaturperiode fungierte er als Sprecher des Madschlis.
Am 12. Mai 1937 leitete er die Mission zur Krönung von König Georg VI., hielt am 22. Februar 1937 eine Rede vor dem Unterhaus, traf Albert Lebrun und wurde Adolf Hitler vorgestellt.

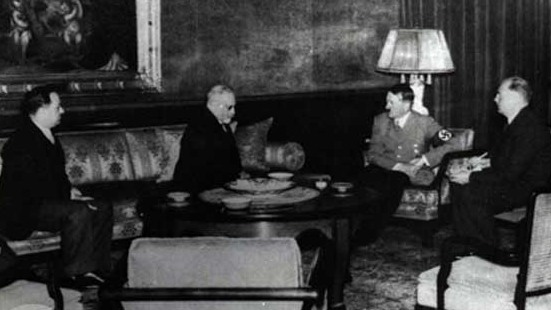
Von links: Mussa Nuri Esfandiari, Hassan Esfandiary, Adolf Hitler

1940 war er Präsident des Kongresses, der zum 1000. Geburtstag von Firdausi stattfand, und wurde Mitglied der Academy of Persian Language and Literature. Er war Vorsitzender der Iran-America Relations Society.
Hossein Esfandiary ist im Schah-Abdol-Azim-Schrein begraben.

## Schriften (Auswahl)
- eine Übersetzung von Allameh Helli ist Qavaedol ahkam fi masael ol halal va haram, Mohiaddin Arabis fosusol hekam,
- Sharayeh Mohaqqaq,
- Mohtashami Morals
- Mohtashami bowl.